# San Juan de Gredos
San Juan de Gredos – gmina w Hiszpanii, w prowincji Ávila, w Kastylii i León, o powierzchni 95,91 km². W 2011 roku gmina liczyła 317 mieszkańców.